# 김현태 (1967년)
김현태(金賢泰, 1967년 9월 20일 ~ )는 대한민국의 아나운서 출신 프리랜서 방송인이다.
연세대학교 심리학과를 졸업하고, 1993년 KBS 19기 아나운서로 입사했다. 야구, 농구 전문 캐스터로, 1995년부터 농구 중계 1996년부터 야구 중계를 시작해 전직 KBS의 메인 야구 캐스터와 메인 농구 캐스터를 맡고 있다. 주로 스포츠 관련 프로그램을 진행하였다. 2024년 2월 29일 퇴사했고, 프리랜서로 전향하였다.

## 학력
- 1983년 ~ 1986년: 서울고등학교 졸업
- 1987년 ~ 1992년: 연세대학교 심리학과 졸업 (1987학번)

## 경력
- 1993년: KBS 19기 공채 아나운서(1993년 1월 1일 입사)
- 2003년: 한국아나운서연합회 사무국장
- 2018년 4월 ~ 2020년 2월: KBS 아나운서실 실장
- 2020년 3월: KBS 아나운서실 팀장
- 2024년 2월 29일: KBS 퇴사

## 스포츠 캐스터 경력
- 1995년 : 아마추어/프로농구 중계
- 1996년 : 아마추어/프로야구 중계
- 2000년 박찬호 메이저 리그 현지 위성 중계 캐스터
- 2002년 부산 아시안게임 캐스터(남자농구 결승 금메달 중계)
- 2004년 아테네 올림픽 캐스터
- 2006년 월드베이스볼클래식 TV/라디오 현지 중계
- 2006년 도하 아시안 게임 야구, 농구, 복싱,배드민턴 중계
- 2008년 베이징 올림픽 야구, 복싱, 배드민턴 중계
- 2009년 월드베이스볼클래식 한일전 등 중계
- 2010년 광저우 아시안게임 야구, 농구, 배드민턴, 복싱 중계
- 2012년 런던 올림픽 배드민턴, 복싱 중계
- 2013년 하계 유니버시아드 대회 배드민턴 중계
- 2014년 소치 동계올림픽 알파인.스키, 스키점프 중계
- 2014년 인천 아시안 게임 야구, 농구, 배드민턴, 복싱 중계
- 2015년 하계 유니버시아드 대회 농구 야구 탁구 배드민턴 중계
- 2016년 리우데자네이루 올림픽 농구, 배드민턴, 복싱, 탁구 중계
- 2018년 제23회 평창 동계 올림픽 KBS 캐스터

## 2018년 평창 동계올림픽알파인 스키, 스키점프 중계
주요 중계 종목: 야구, 농구, 배드민턴, 복싱, 아이스하키 등

## TV
| 연도        | 방송사 | 제목                     | 담당   | 진행 기간                         | 비고                                                                                             |
| ----------- | ------ | ------------------------ | ------ | --------------------------------- | ------------------------------------------------------------------------------------------------ |
| 1995        | KBS2   | 가족오락관               | 게스트 | 1995년 11월 8일                   |                                                                                                  |
| 1998        | KBS2   | 경제, 주부가 나섭시다    | 진행   | 1998년 6월 1일 ~ 1998년 11월 27일 |                                                                                                  |
| 1998        | KBS1   | KBS 스포츠뉴스           | 진행   | 1998년 2월 28일~ 1998년 6월 20일  | 주말                                                                                             |
| 2001 ~ 2004 | KBS1   | KBS 스포츠 9             | 진행   | 2001년 1월 21일 ~ 2004년 4월 30일 | 평일                                                                                             |
| 2006        | KBS1   | 생로병사의 비밀          | 출연   | 2006년 5월 16일                   | 《151회 - 기호식품에 대한 첨단분석 보고서 - 제2편 두 얼굴의 유혹, 카페인 (커피)》                |
| 2010 ~ 2013 | KBS1   | 스포츠 하이라이트        | 진행   | 2010년 5월 10일 ~ 2013년 4월 4일  |                                                                                                  |
| 2010        | KBS2   | 다큐멘터리 3일           | 출연   | 2010년 9월 5일                    | 164회 세상을 여는 목소리 - KBS 아나운서 3일                                                      |
| 2012        | KBS2   | 야구가 좋다              | 출연   | 2013년 5월 14일 ~ 2013년 6월 28일 |                                                                                                  |
| 2015        | KBS1   | 스포츠 이야기 운동화 2.0 | 출연   | 2015년 3월 22일 ~ 2015년 5월 17일 |                                                                                                  |
| 2018        | KBS1   | 아침마당                 | 출연   | 2018년 1월 30일                   | 8046회(평창 동계올림픽 특집 2부) 최고의 캐스터 4인방이 전하는 올림픽 200% 즐기기 5 명중 1명 출연 |
| 2021        | KBS1   | 아침마당                 | 출연   | 2021년 11월 12일                  | 9021회 생생토크 만약 나라면 네겐 예쁘고 똑똑한 딸, 사돈에겐 불편한 며느리?                       |
| 2022        | KBS1   | 아침마당                 | 출연   | 2022년 2월 11일                   | 9076회 생생토크 만약 나라면 황혼 재혼의 조건                                                     |
| 2024        | MBN    | 속풀이쇼 동치미          | 게스트 | 2024년 8월 24일                   | 프리랜서 전향 이후 종편채널 첫 출연                                                              |

## 라디오
- 2000년 7월 1일 ~ 2017년 2월 19일 : KBS 제2라디오 《정시 뉴스》 (2000년 7월 1일 ~ 2017년 2월 19일)
- 2020년 : KBS 한민족방송, KBS 제3라디오 《정시 뉴스》 (2020년 3월 17일 ~ 2024년 2월 29일)